# Зеров Микола Костянтинович
Мико́ла Костянти́нович Зе́ро́в (26 квітня 1890, Зіньків, Полтавська губернія, Російська імперія — 3 листопада 1937, Сандармох, Медвеж'єгорський район, Карельська АРСР, РРФСР) — видатний український поет, літературознавець, перекладач, літературний критик, полеміст, професор, лідер «неокласиків», майстер сонетної форми та перекладач античної поезії. Брат Михайла та Дмитра Зерова. Представник розстріляного відродження.

## Родина
Микола Зеров народився 26 квітня 1890 року в Зінькові на Полтавщині в багатодітній сім'ї вчителя місцевої двокласної школи Костянтина Іраклійовича Зерова. «Батько вчитель, потім — завідувач міської школи, нарешті — 1905 року — інспектор народних шкіл, мати — з дрібного землевласницького роду Яреськів — з-під Диканьки, роду козацького, але доказующого дворянство» — пише Зеров в автобіографії. (Мати Марія Яківна походила з козацького роду Яреськів з-під Диканьки).
Молодший брат Миколи — Михайло — став поетом і перекладачем, відомим під літературним псевдонімом Михайло Орест. Ще один молодший брат — Дмитро Зеров — став ботаніком, академіком АН УРСР.

## Освіта і перші публікації

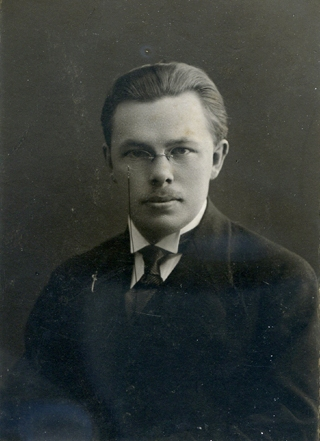
Микола Зеров, 1915

По закінченні Зіньківської школи, де його однокласником був майбутній гуморист Остап Вишня, Зеров навчався в Охтирській (1900—1903) та Першій київській гімназіях (1903—1908). У 1909—1914 роках — студент історико-філологічного факультету Київського університету Святого Володимира.
1912 року з'явилися друком перші статті та рецензії Зерова в журналі «Світло», газеті «Рада».

## 1914—1917: Златопіль

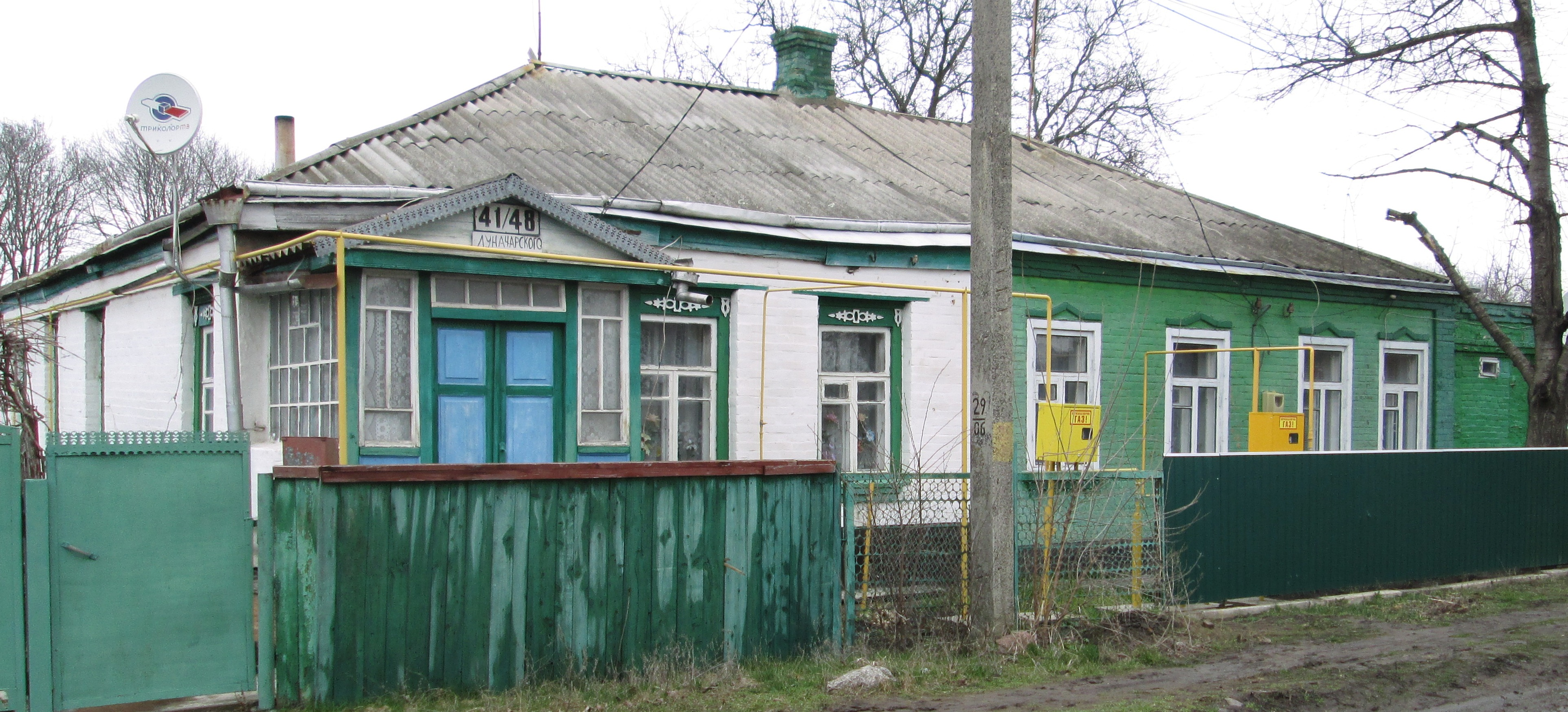
Будинок у Златополі, де проживав Микола Зеров в період викладання у Златопільській гімназії

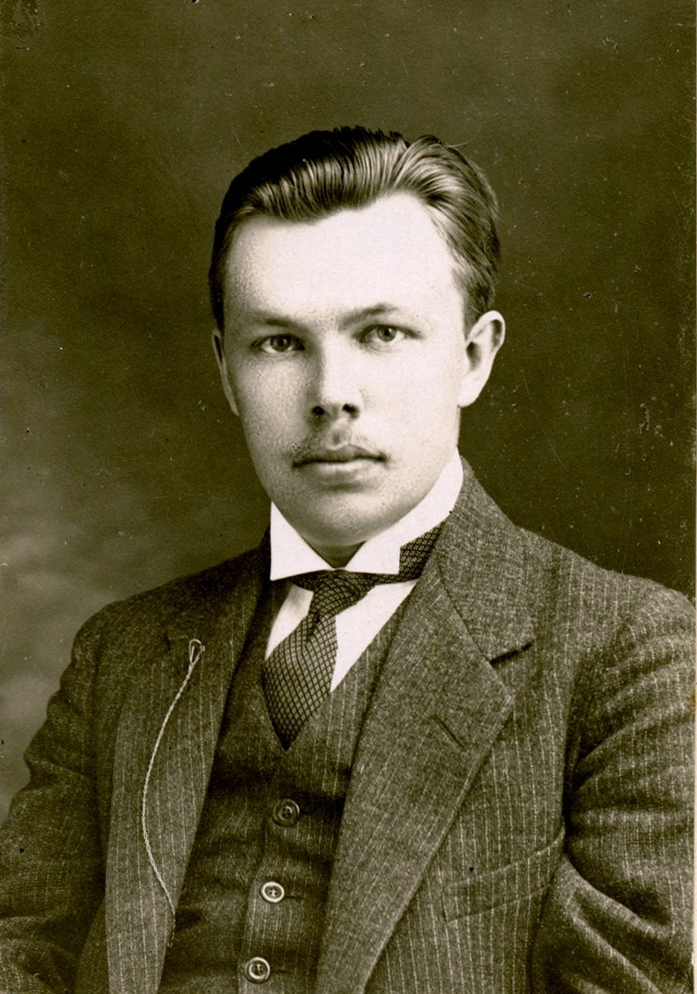
Микола Зеров, 1 травня 1915 року

З 1914 року за наказом попечителя Київського навчального округу Зерова призначено викладачем «давніх мов» до Златопільської чоловічої гімназії, а з жовтня 1916 року — ще й Златопільської жіночої гімназії.

## 1917—1920: Київ
З 1917 року Зеров учителює в Другій Київській гімназії імені Кирило-Мефодіївського братства та викладає латину. У 1918–1920 роках викладає українознавство в Архітектурному інституті, працює редактором бібліографічного журналу «Книгарь» (до початку 1920 року). З осені 1923 року — професор Київського інституту народної освіти.
У цей час Микола Зеров увійшов до елітарного гуртка діячів української культури, що сформувався довкола Георгія Нарбута, на зібраннях якого обговорювалися проблеми розвитку української літератури, малярства, графіки.
1920 року одружився із Софією Лободою і почав серйозно замислюватися про наукову діяльність; вийшли підготовлені ним «Антологія римської поезії» та «Нова українська поезія», що стали помітним явищем у тогочасному літературному житті.

Родина Зерових, 1918 р. Стоять: Дмитро, Михайло, Костянтин, Олена. Сидять: Євгенія (перша дружина Дмитра), Кость Іраклійович, Марія Яківна, Микола. Малі діти: Георгій, Валерія

## 1920—1923: Баришівка
З голодного Києва Миколу Зерова запрошують на роботу до Баришівської соціально-економічної школи, де він працює близько трьох років. Усі вірші його збірки «Камена» (1924) написано саме тут. Також у Баришівці Зеров зробив багато перекладів, написав низку сонетів та сатир-пародій, кілька невеликих оповідань.
1 жовтня 1923 року Микола Зеров став професором української літератури Київського інституту народної освіти (так звався тоді Київський університет). Про лекції Зерова студенти поширювали легенди. Одночасно викладав українську літературу в кооперативному технікумі та торгово-промисловій школі.

## 1923—1925: Неокласики

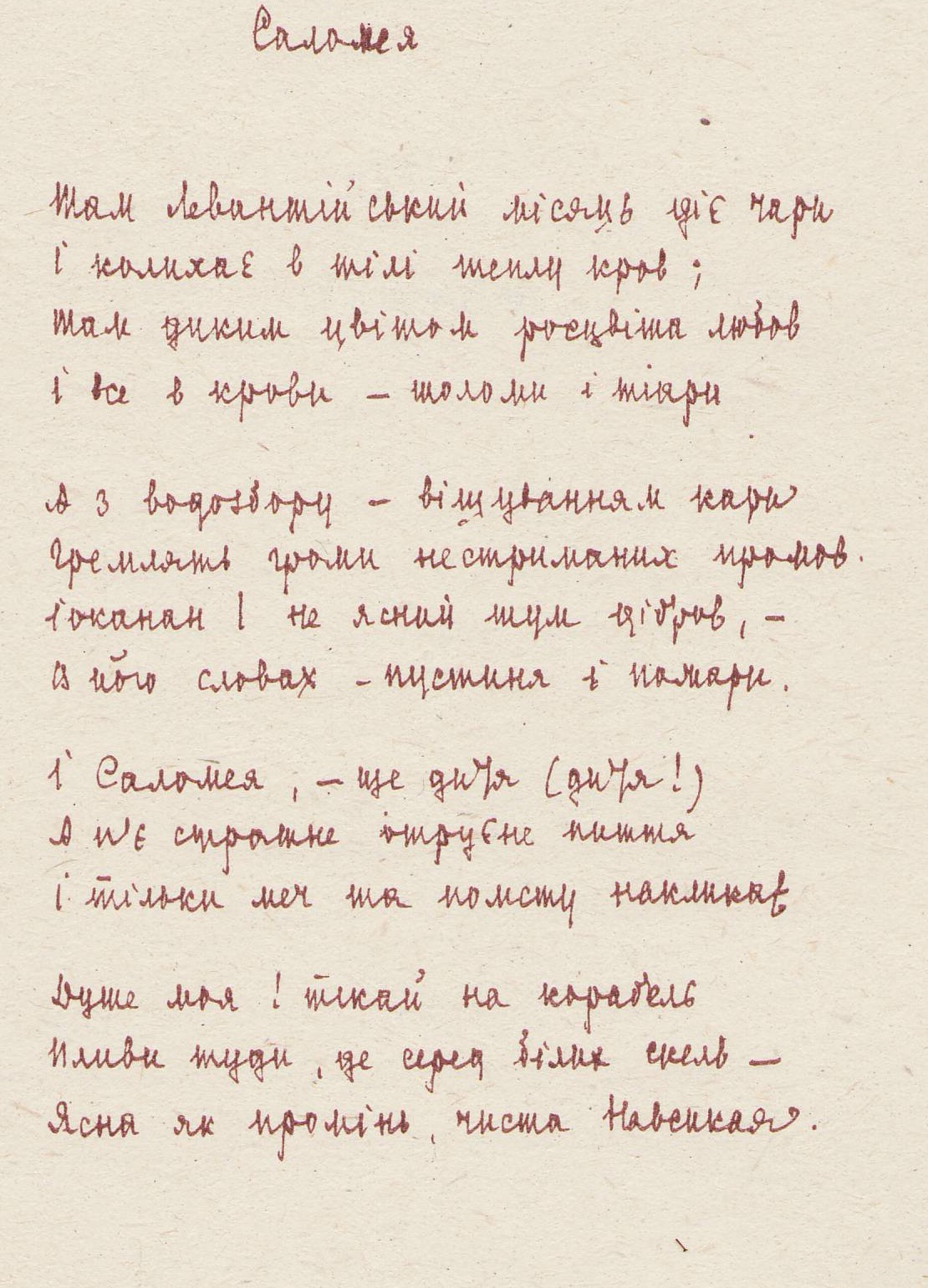
Автограф сонету М. Зерова «Саломея»

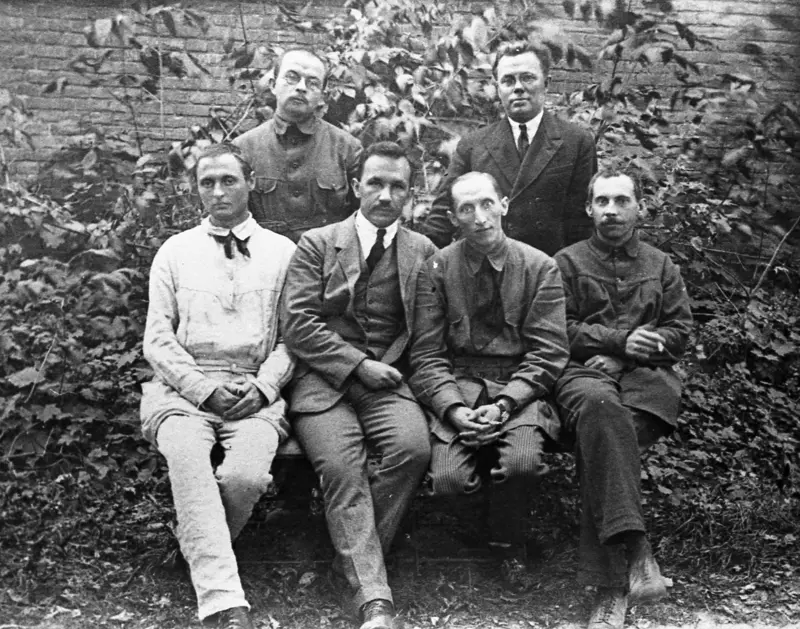
Неокласики у Баришівці. Віктор Домонтович і Микола Зеров (стоять — зліва направо); Юрій Клен, Павло Филипович, Фелікс Якубовський і Максим Рильський (сидять — зліва направо). 1920-ті роки

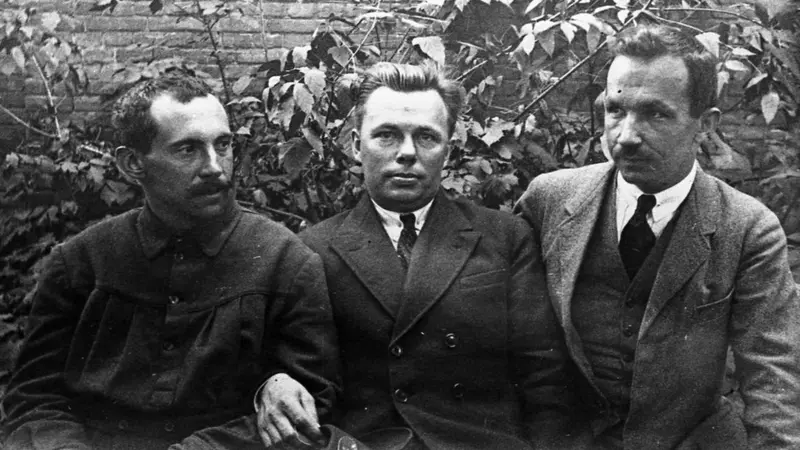
Три неокласики, 1920-ті. Зліва направо: Максим Рильський, Микола Зеров, Павло Филипович.

1923 року до Києва повернулося чимало письменників, що об'єдналися в АСПИС. Серед них вирізнялася літературна група, що її стали називати неокласиками, одним з її лідерів був Зеров. У грудні 1923 року відбулася перша зустріч Зерова з Миколою Хвильовим, коли той приїхав до Києва у складі харківської письменницької делегації «Гарту». Неокласики влаштовують літературні вечори, на яких намагаються згуртувати мистецькі сили, аби спрямувати їх у річище конструктивної праці. Прагнення Зерова створити спільну платформу для консолідації літературного процесу кваліфікується офіційною владою як замах на ідеологічну цноту панфутуристів та гартованців, що викликає різкий спротив.
1924 рік розпочався з бурхливих дискусій. 3 січня на культкомісії Всеукраїнської академії наук М. Зеров виголосив доповідь «Українська література в 1923 році»; 20 січня відбувся диспут, на якому опонентами доповіді Дмитра Загула «Криза сучасної української лірики» виступили Микола Зеров, Юрій Меженко, Григорій Косинка, Михайло Івченко. Лідер неокласиків оцінював 1923-й як «рік літературного оживлення». Адже з'явилася низка яскравих імен, нових книжок і журналів. На думку Зерова, йшов нормальний розвиток української літератури. Йому опонував Д. Загул, який обстоював уніфікацію та сувору регламентацію як вибору ідеї твору, так і художніх засобів її вираження. Виразно окреслювалася конфронтація, що згодом трагічно позначилося на розвитку всієї української літератури.
Того самого 1924 року надруковано «Камену» — першу збірку віршів Зерова, до якої, втім, уміщено й перекладний розділ. Автор скромно виправдовував це перед сучасниками потребою розробляти мову і стиль, удосконалювати техніку й синтаксичну гнучкість української поезії, називаючи свої сонети «сухарями» на розкішному бенкеті поетичної фантазії.
Глибоке проникнення у філософську сутність буття, вишукана мова, висока версифікативна майстерність творів Зерова вражали сучасників. Щоправда, багато хто поетові закидав, що він несучасний, байдужий до актуальних проблем. Підстави для таких тверджень давали не тільки його вірші, а й перший випуск історико-літературного нарису «Нове українське письменство» і монографія «Леся Українка», також видані 1924 року. Все це, вважали противники Зерова, належить минулому, яке треба відкидати.
До попередніх докорів додавалися й нові: мовляв, Зеров майже не виступає як літературний критик. Проте 1925 рік можна вважати вершиною літературно-критичної діяльності М. Зерова. Тільки журнал «Життя і революція» вмістив 17 його матеріалів. А ще ж були публікації в інших часописах, виступи, лекції перед студентами.

## 1925—1928: Літературна дискусія

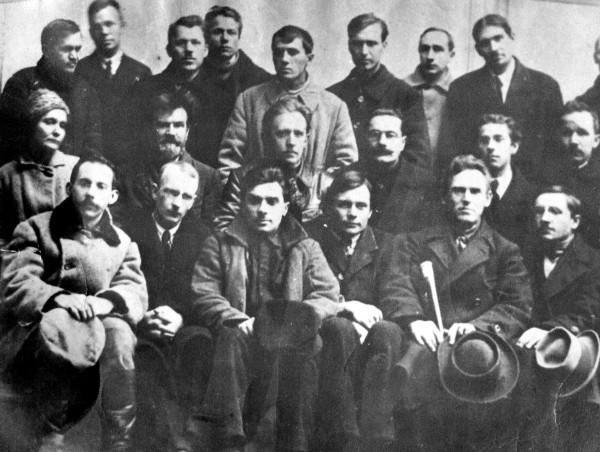
Зустріч харківських і київських митців. Київ, 1923 р. Зліва направо, перший ряд: Максим Рильський, Юрій Меженко, Микола Хвильовий, Майк Йогансен, Григорій Михайлов, Михайло Вериківський. Другий ряд: Наталя Романович, Михайло Могилянський, Василь Еллан-Блакитний, Сергій Пилипенко, Павло Тичина, Павло Филипович. У третьому ряду стоять: Дмитро Загул, Микола Зеров, Михайло Драй-Хмара, Григорій Косинка, Володимир Сосюра, Тодось Осьмачка, Володимир Коряк, Михайло Івченко

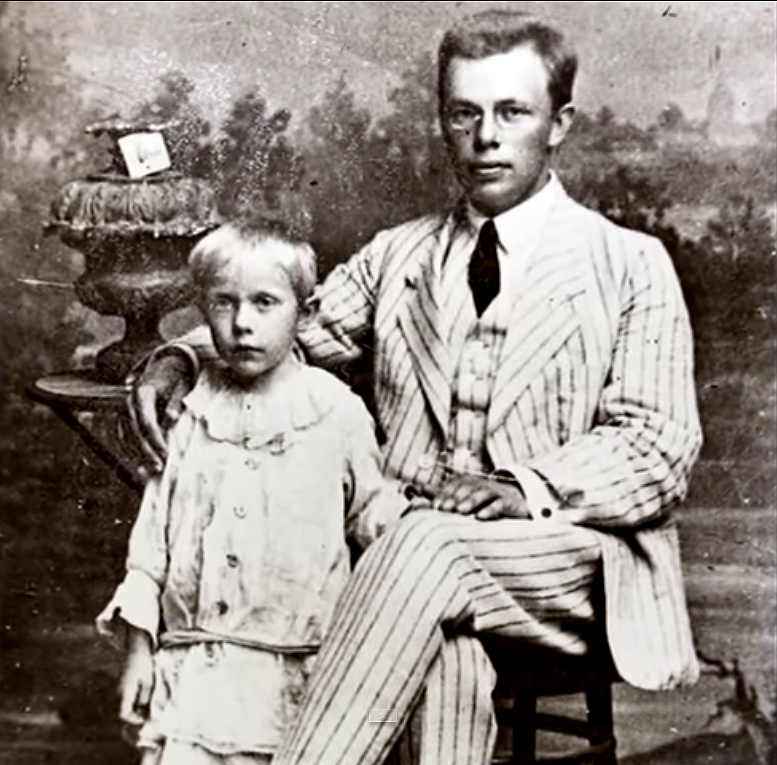
Микола Зеров з сестрою Валерією. Кролевець, 1917 р.

1925 року почалася відома літературна дискусія, яка тривала до 1928 р. Початком її вважають статтю Г. Яковенка «Про критиків і критику в літературі» (Культура і побут, 1925, 20 квітня) та відповідь на неї М. Хвильового. Зеров-критик стає на бік М. Хвильового. Програма М. Зерова вимагала усвідомлення, осмислення й засвоєння багатств української національної традиції, адже це дасть змогу тверезо й реально оцінити багатьох сучасних літературних авторитетів, перенести на український ґрунт найкращі твори європейської класики й сучасної літератури, що, в свою чергу, піднесе «планку художності» і, врешті-решт, встановить атмосферу здорової літературної конкуренції, а не кон'юнктурного протегування. «Ми хочемо, — наголошував М. Зеров, — такої літературної обстановки, в якій будуть цінуватися не маніфест, а робота письменника; і не убога суперечка на теоретичні теми — повторення все тої ж пластинки з кричущого грамофону, — а жива й серйозна студія літературна; не письменницький кар'єризм „человека из организации“, а художня вибагливість автора перш за все до самого себе».
Саме це й викликало зливу заперечень. Особливо дратувала опонентів М. Зерова його вимога замість гурткового протекціонізму запровадити здорову літературну конкуренцію.
Від 1926 року Зеров виступав лише як літературний критик, зосередивши основні зусилля на перекладах та історико-літературних студіях. Того ж року офіційна влада звинуватила неокласиків в антипролетарських настроях. Григорій Майфет 3 липня 1927 року так писав Зерову про настрої в Харкові: «Взагалі літературна ситуація жахлива. Тичина каже: „Мені шкода не того, що я нічого не друкую, а того, що я нічого не пишу для себе…“».

## Початок терору

Родина Зерових, Київ, серпень 1934 р. Верхній ряд: Дмитро, Костянтин із дружиною Вірою, Микола. Середній ряд: Іван Іщенко (чоловік Валерії), Георгій, Марія (дружина Дмитра), Кость Іраклійович, Марія Яківна. Нижній ряд: Олена, Костик (син Миколи і Софії), Валерія, Софія (дружина Миколи), Михайло

Червневий пленум ЦК КП(б)У 1926 року дав прямі директивні вказівки щодо політичної оцінки неокласиків; фактично ця постанова означала заборону літературної та критичної діяльності Зерова. Для нього лишалася тільки одна ділянка — історико-літературні студії. Саме на цьому Зеров і зосередився наприкінці 1920-х років. Він писав передмови до творів українських письменників-класиків, які видавалися у видавництвах «Книгоспілка» та «Сяйво». З цих статей склалася книжка «Від Куліша до Винниченка» (1929 р.). Але на цих позиціях пощастило затриматись недовго. Процес СВУ на початку 1930 року став переломним. «Книгоспілку» реорганізовано, «Сяйво» закрили. Куліша й Винниченка проголосили фашистськими письменниками. Серед інших у зв'язку з процесом СВУ заарештували й Максима Рильського, що стало виразним попередженням усім неокласикам.
У лютому-березні 1930 року Зерова змушений виступити «свідком» на процесі СВУ. Його становище було хитке й непевне. Як і всі українські інтелігенти, він жив під постійною загрозою арешту, в атмосфері погроз і цькування. Самогубство Хвильового в травні 1933 року стало ще однією драмою для Зерова.
На початку 1930-х йому фактично заборонили творчу діяльність, а з 1933 — стає небезпечним навіть мовчання. Від Зерова й Филиповича вимагають самокритичних заяв і політичних декларацій.
Наприкінці 1934 Зерова остаточно звільнили з університету. Він втратив останнє матеріальне опертя й мусив шукати будь-яку роботу або залишити Україну. Водночас він довідався про те, що за сфабрикованими звинуваченнями засуджено й розстріляно Григорія Косинку й Олексу Влизька.
Переживши ще одну трагедію, — смерть від скарлатини десятилітнього сина (3 листопада 1934) — Микола Зеров переїжджає до Москви.

## Арешт
Уночі проти 28 квітня 1935 року Зерова заарештовано під Москвою на станції Пушкіно. 20 травня його доправлено до Києва для слідства. Зерова звинуватили в керівництві контрреволюційною терористичною націоналістичною організацією.
На першому допиті він заявив однозначно: «До жодної контрреволюційної діяльності я не причетний, а отже, співучасників назвати не можу». Пізніше з нього виб'ють інші відповіді. Під час обшуку в нього вилучають дві книжки: «Політика» з дарчим написом «терориста» Григорія Косинки та роман Пантелеймона Куліша «Чорна Рада». Це були єдині докази існування «терористичної організації».
Тривалі й надзвичайно виснажливі допити, побудовані на погрозах і залякувані (допитував слідчий Літман), призвели до бажаного для влади результату. 9 липня М. Зеров «розколовся»: «Я признаю себе винним у тому, що приблизно з 1930 року належав до керівного складу контрреволюційної націоналістичної організації, куди, крім мене, входили Рильський і Лебідь».
Після певних «тасувань» «групу Зерова» остаточно визначили в складі 6 осіб: Микола Зеров, Павло Филипович, Ананій Лебідь, Марко Вороний, Леонід Митькевич, Борис Пилипенко.
Військовий трибунал Київського військового округу на закритому судовому засіданні 1 лютого — 4 лютого 1936 року без участі звинувачених й захисту розглянув судову справу № 0019 — 1936; М. Зерову інкримінували керівництво українською контрреволюційною націоналістичною організацією і згідно з тодішніми статтями кримінального кодексу УРСР трибунал визначив йому міру покарання: десять років позбавлення волі у виправно-трудових таборах з конфіскацією приналежного йому майна.

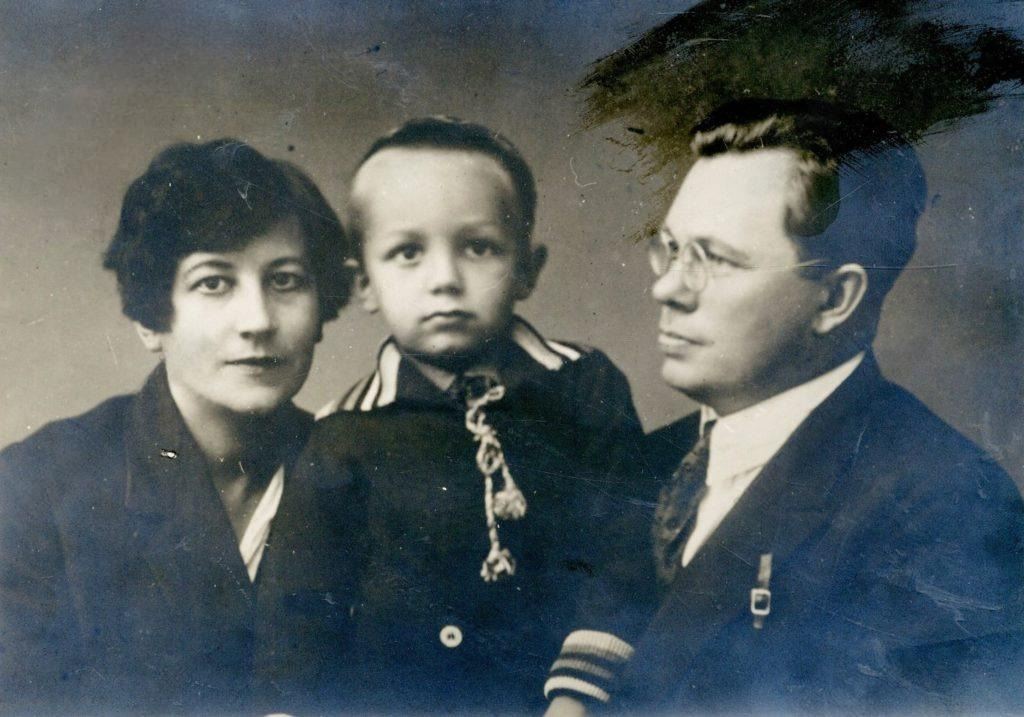
Микола Зеров з дружиною Софією та сином, 1928 р.

З висновків про реабілітацію Зерова можна довідатися, що навіть для радянських органів справа Зерова виглядала цілковитою «липою»: «Проверкой установлено, что бывший сотрудник НКВД УССР Овчинников, принимавший участие в расследовании данного дела, за нарушение социалистической законности осужден, а бывший сотрудник НКПД Литман за фальсификацию следственных материалов из органов госбезопасности уволен по фактам, дискредитируюшим звание офицера».
Присилуваний до «зізнання», Зеров на суді заявив таке: «С моей стороны был только один раз сделан призыв к террору — в форме прочтения стихотворения Кулиша на собрании у Рыльского». Йдеться тут про читання Зеровим вірша П. Куліша «До кобзи» на квартирі Рильського 26 грудня 1934 року, де два «неокласики» і молодий письменник Сергій Жигалко пом'янули розстріляних за звинуваченням у приналежності до міфічного «об'єднання українських націоналістів» О. Влизька, К. Буревія, Д. Фальківського, Г. Косинку та ін. Щоправда, випадково зайшов саме в цей час до Рильського і представник газети «Пролетарська правда», присутність якого кілька разів згадувалася під час судового розгляду, але ні прізвища його не називалося, ні самого не допитувано як свідка. Згаданий епізод відбувся у грудні 1934 року, після оприлюднення списку 28 діячів культури, звинувачених у «тероризмі».
М. Зерова засуджено на 10-річне ув'язнення. Стільки само дістали П. Филипович та А. Лебідь, а також інші «учасники групи», що познайомилися одне з одним лише під час очних ставок. Дещо менше дістали поет М. Вороний — вісім років, працівник українського історичного музею Б. Пилипенко та педагог із Чернігова Л. Митькевич — по сім років. Пощастило вижити лише Митькевичу. Пізніше він розповів, що «зізнання» Літман витягав побиттями. «При розгляді нашої справи у військовому трибуналі, під час того, як нас доставляли в судове засідання, Зеров казав нам, що треба хоч що-небудь наговорити на себе, інакше нас усіх розстріляють», — згадував Л. Митькевич 21 грудня 1956 року.

## Заслання

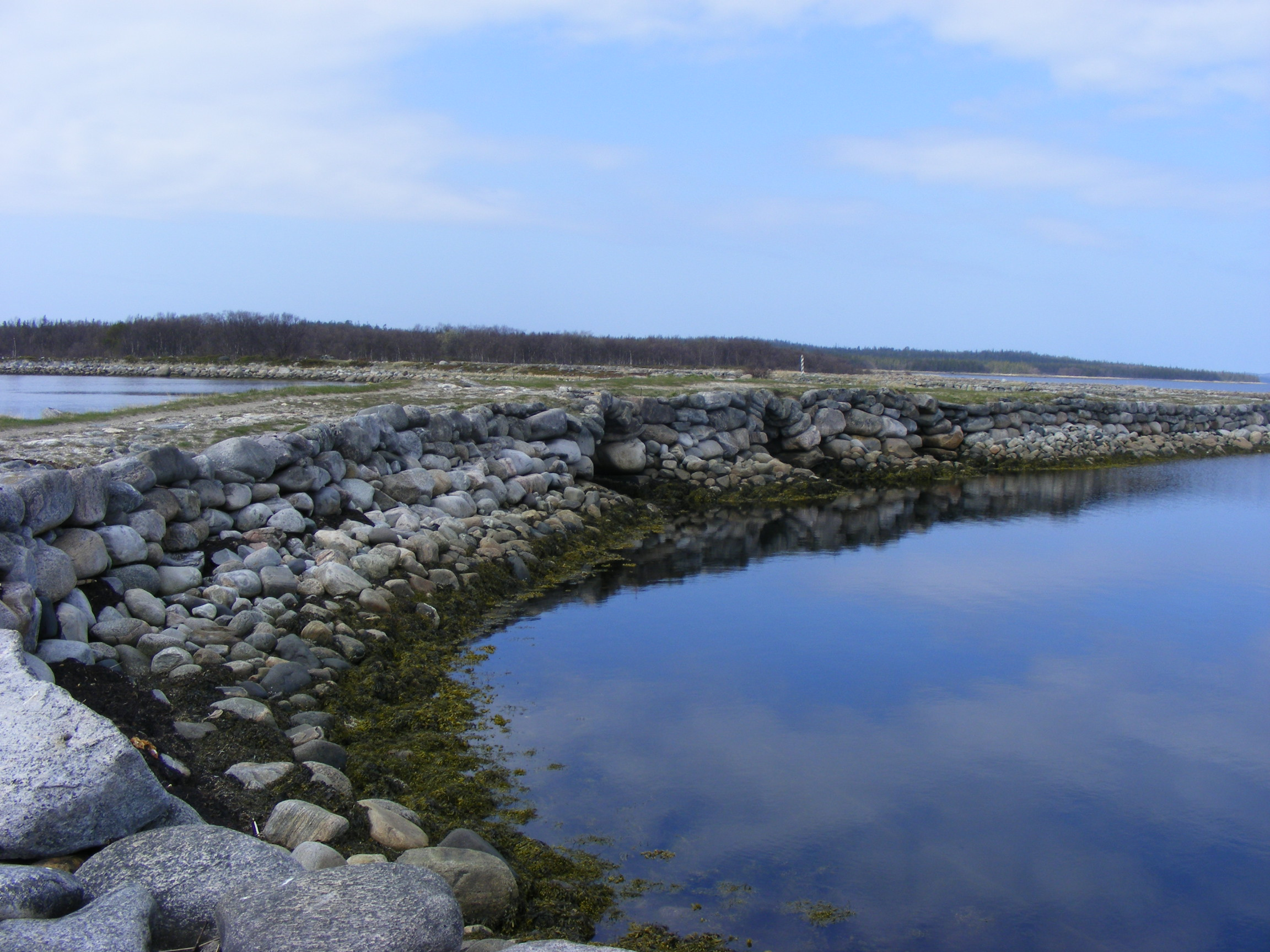
Соловки — місце ув'язнення М. Зерова

Наприкінці зими Зерова та засуджених з ним у тій самій справі відправлено на північ за маршрутом: Медвежа Гора — Кем — Соловки. В пункт призначення вони прибули у червні 1936 року. Як згадували ув'язнені, спершу режим у таборі був «ліберальним». За станом здоров'я М. Зеров не міг працювати лісорубом і тому прибирав кімнати господарської служби. Закінчивши роботу, в комірчині сторожа міг займатися перекладами та історико-літературними студіями. За багатьма свідченнями, він завершив багаторічну працю над українською версією «Енеїди» Вергілія. (Рукопис цього перекладу пропав або був знищений). Про це пише в листах до дружини. Останній з них датований 19 вересня 1937 року.
9 жовтня 1937 рішенням особливої трійки УНКВС по Ленінградській області «засуджений» до розстрілу. Зерова разом з багатьма іншими представниками української культури розстріляно в урочищі Сандармох 3 листопада 1937 року. З документів відомо, що смертний вирок виконав капітан держбезпеки Міхаїл Матвєєв.
Ухвалою Військової Колегії Верховного Суду СРСР від 31 березня 1958 року вирок Військового трибуналу КВО від 1—4 лютого 1936 р. і постанова особливої трійки УНКВС по Ленінградській області від 9 жовтня 1937 року скасовані, справу припинено «за відсутністю складу злочину». Водночас перевіркою встановлено, що колишнього співробітника НКВС УРСР Федора Овчинникова, який розслідував справу Зерова, «за порушення соцзаконності засуджено», а іншого співробітника, що фальсифікував матеріали справи, «звільнено з органів держбезпеки за фактами, що дискредитують звання офіцера».

Кенотаф Миколи Зерова

Символічна могила Миколи Зерова знаходиться на Лук'янівському кладовищі в Києві (ділянка 12) разом зі справжньою могилою його сина — Котика (Констянтина) Зерова.

## Твори
Перша публікація Зерова з'явилася 1911 року, а жовтнем 1929 року датується власноручна картотека його публікацій, що нараховувала 109 карток. Реєстр публікацій був доповнений бібліографами Тамарою Волобуєвою (89 карток), Федором Максименком (25 карток) та істориком Сергієм Білоконем (посмертні публікації з 1973 року).
- Антологія римської поезії, «Друкар», Київ, (1920)
- Нова українська поезія, Антологія, «ДВУ», Київ, (1920)
- Перец І. Л., Народні оповідання, переклад з єврейської М. Зерова і О. Гера, «ДВУ», Київ, (1920)
- Камена, «Слово», Київ, (1924; 2-ге вид. 1943)
- Нове українське письменство, вип. 1, «Слово», Київ, (1924) [Архівовано 19 листопада 2018 у Wayback Machine.]

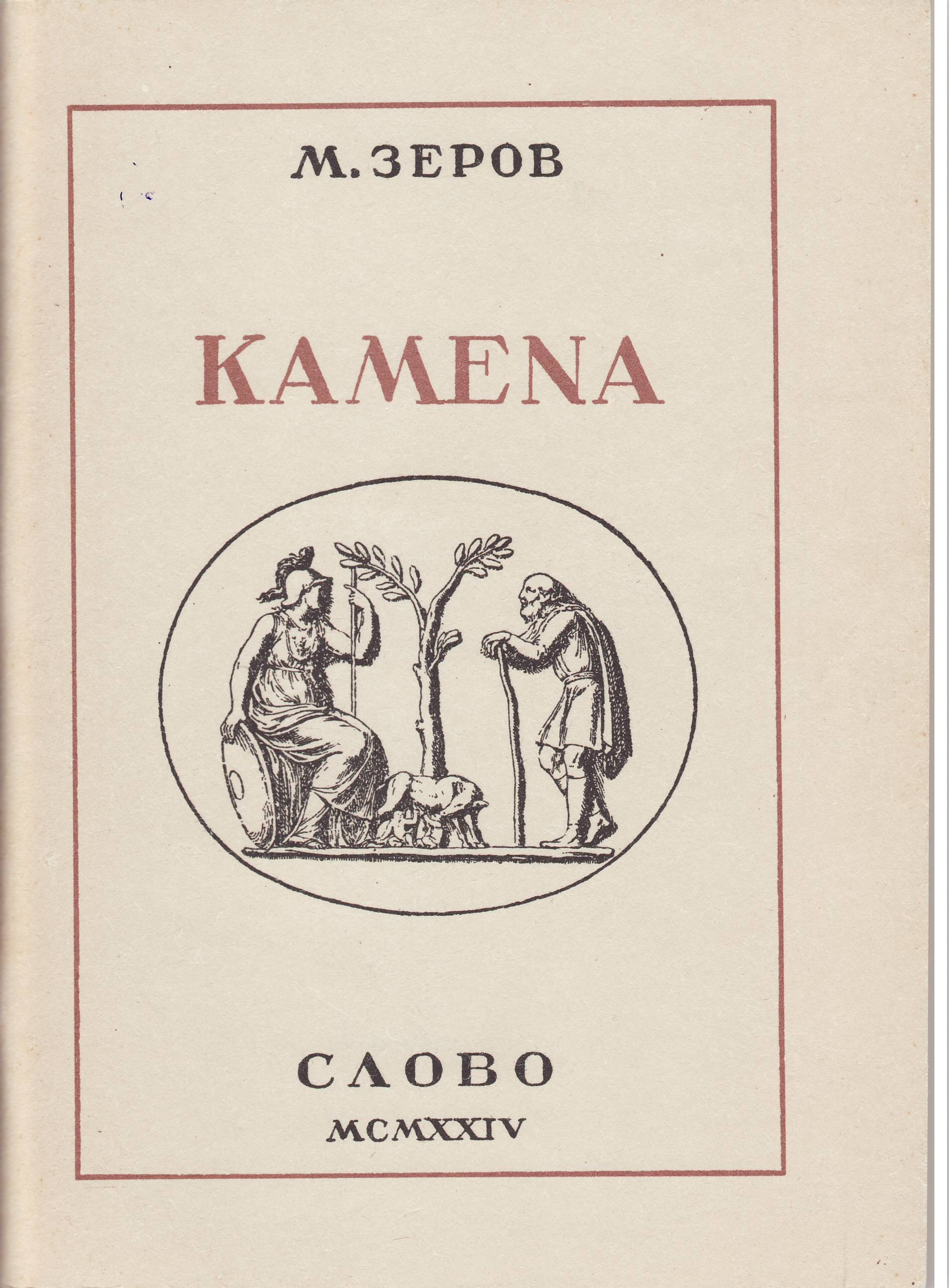
Обкладинка збірки М.Зерова «Камена»

- Леся Українка, «Книгоспілка», Київ, (1924)
- Сяйво (хрестоматія), упор. М. Зерова, Київ (1924).
- Григорій Сковорода, Вірші латинською мовою, переклад М. Зерова, «Червоний шлях», 3, (1924)
- Валерій Брюсов, 1873—1924, «ДВУ», Київ, (1925) — 14 перекладів М. Зерова.
- До джерел, Збірник статей, «Слово», Київ, (1926, 2-ге вид. 1943) [Архівовано 19 листопада 2018 у Wayback Machine.]
- Словацький, Мазепа, Трагедія на п'ять актів, переклад і вступна стаття М. Зерова, «Слово», Київ, (1926) [Архівовано 19 листопада 2018 у Wayback Machine.]
- Наші літературознавці і полемісти, «Червоний шлях», 4, (1926)
- Квітка й українська проза, «Життя й революція», XII, (1928)
- У справі віршованного перекладу, «Життя й революція», IX, (1928)
- Літературна позиція Старицького, «Життя й революція», VI, (1929)
- Від Куліша до Винниченка, Збірник статей, «Культура», Київ, (1929)
- До джерел, Краків-Львів, (1943) [Архівовано 4 жовтня 2013 у Wayback Machine.]
- Sonnetarium, (1948) [Архівовано 4 жовтня 2013 у Wayback Machine.]
- Catalepton, (1952) [Архівовано 4 жовтня 2013 у Wayback Machine.]
- Corollarium, (1958) [Архівовано 4 жовтня 2013 у Wayback Machine.]
- Нове українське письменство, Мюнхен, (1960) [Архівовано 5 жовтня 2013 у Wayback Machine.]
- Вибране, (1966)
- Лекції з історії української літератури, Оквіл, (1977) [Архівовано 4 жовтня 2013 у Wayback Machine.]
- Твори: В 2 томах — К.: Дніпро, 1990.
- Антологія римської поезії. Камена. Сонети і елегії, — Київ, «Час», (1990) — репринтне видання
- Українське письменство / Микола Сулима (упоряд.). — К. : Видавництво Соломії Павличко «Основи», (2003). — 1301с.
- Українське письменство XIX століття. Від Куліша до Винниченка: Лекції, нариси, статті. — Дрогобич: Видавнича фірма «Відродження», (2007). — 568 с.
- Вибрані твори / упор. Володимир Панченко. — Київ: Смолоскип, Серія «Розстріляне відродження». 2015, — 880с.
- Свидницький А. Люборацькі: повість / А. Свидницький ; ред. і вступ. ст. М. Зерова. — Харків ; Київ: Літ. і мистецтво, 1931. — 300 с. — (Літературна бібліотека. Українське письменство). [Архівовано 19 листопада 2018 у Wayback Machine.]
- Сяйво: декламатор / упоряд. М. Зеров. — Київ: Сяйво, 1929 р. — 430 с. [Архівовано 22 жовтня 2018 у Wayback Machine.]
- Клен Ю. Спогади про неокласиків / Юрій Клен. — Мюнхен: Накладом Укр. вид. спілки в Мюнхені, 1947. — 48 с. [Архівовано 27 вересня 2018 у Wayback Machine.]
- Перец І. Л., Народні оповідання, переклад з єврейської М. Зерова і О. Гера. — вступ. сл. Івана Дзюби; ініціатор видання та передм. Артура Рудзицького; спомини Григорія Кочура ; іл. Олександра Ройтбурда.- Київ: Кн. Палата України, 2018
- Антологія римської поезії / пер. з латини М. Зеров. — К. : Українські пропілеї, 2016. — 466 с. — (Ad fontes/ До джерел). — ISBN 966-7015-96-1.

## Вшанування пам'яті
- Іменем Зерова названі вулиця та провулок у Дніпрі (місцевість Діївка), Львові (Франківський район), Вінниця (Замостянський район), Рівному (мікрорайон Ювілейний), Новомиргороді (Златопіль) Дубному та Миколаєві[7]
- У Києві є парк імені Миколи Зерова та вулиця Братів Зерових, парк імені Миколи Зерова в Полтаві — провулок Братів Зерових в м. Зіньків — вулиця Братів Зерових.[8]
- У державному університеті Австралії, університеті Монаша, діє кафедра української мови, а також центр українських досліджень імені Миколи Зерова.
- В 2007 році на будинку в місті Зінькові, де народився Микола Зеров, встановлено меморіальну дошку братам Зеровим — Миколі та Дмитру.
- На його честь названий ліцей у Зінькові.
- Документальний фільм «Соловецькі в'язні з України. Микола Зеров» (2011, Полтавська ОДТРК «Лтава», реж. Наталія Іванченко, Дмитро Старіков, за сценар. О. Ніколенко)[9].

## Архівні матеріали
Документи про життя і творчість М. Зерова зберігаються в Центральному державному архіві-музеї літератури і мистецтва України. — Фонд 28, опис 1 та опис 2. Загалом фонд складається з 250 справ, які охоплюють період з 1907 по 1965 роки. Всі справи є у вільному доступі онлайн.
Серед документів фонду:
- Рукописи М. К. Зерова. Збірка ранніх поезій (1907—1919); збірки: «Сонети. Александрійські вірші» (1919), «Сонети. Lukrosae», «Сонети i елегії. Lukrosae» (1922), «Sonnetarium» (1926—1930), «Камена» (1934).
- Поетичні переклади з Вергілія («Енеїда»), Марціала, Тіта Лукреція Кара («Про природу речей»), Горація, Катулла, Овідія («Метаморфози»), Тібулла та ін. римських поетів, з латинських поезій Г. С. Сковороди («От вона, молодість року!», «На день народження Василя Томари») та С. Яворського («Стефана Яворського, митрополита Рязанського та Муромського слізне з книгами прощання»); переклади з новітніх (від епохи Відродження) європейських та народів СРСР поетів Ф. Петрарки, П. Ронсара, Ж. Дю-Белле, Ж. -М. Ередіа («Забуття», «На Отрисі», «Горам божественним», «Вицвіт вогню» та ін.), Т. Готьє, Е. Верхарна, П. -Ж. Беранже («Вже скоро, Франціє…», «Фея рим», «Мощі», «14 липня» та ін.), А. Міцкевича («Чатирдаг»), З. Пшесьмицького, О. С. Пушкіна («До Овідія», «Пам'ятник», «Поетові», «Що в імені тобі моїм?» та ін.), М. Ю. Лермонтова, П. Бутурліна («Шевченкова могила»), I. Буніна, В. Брюсова («Ми», «Наполеон», «До вірменів» та ін.), Янки Купали (1907—1934) та ін.
- бібліографія (картотека) творів Миколи Зерова;
- Рецензія на працю М. Марковського «Найдавніший список „Енеїди“ і деякі думки про генезу цього твору»;
- документи, зібрані Зеровим, про творчість В.Винниченка;
- виписки та нотатки на тему «Донцов і Донцовісти» та з твору Д. Донцова «Поетика українського росорджімента»;
- документи про творчість С. Єфремова;
- документи про творчість М. Зерова: статті Г. Кочура «Учений, перекладач, поет М. Зеров», Є. Сверстюка «Гострої розлуки гострий біль», «Про Миколу Зерова»;
- запрошення на засідання комісії художнього перекладу, присвячене розгляду перекладів Миколи Зерова;
- матеріали, що відклались у фонді: нотатки, списки поезій різних авторів, статті;
- лист до редакції газети «Червоний шлях» Ол. Дорошкевича «Володимир Самійленко на тлі 80-х рр.»;
- спогади, статті: М. Плевако «Леонід Глібов та його твори»; Є. Шабліовського і М. Колесника «Проти куркульсько-петлюрівського націоналізму в художній літературі та аналогічне інших авторів»; Л. Шишманова-Драгоманова «Молода українська література. О. Олесь — А. Ніковський» та ін.